# Катастрофа Ан-70 под Бородянкой
Катастрофа Ан-70 под Бородянкой — авиационная катастрофа, произошедшая в пятницу 10 февраля 1995 года в Бородянском районе Киевской области во время испытательного полёта первого прототипа Ан-70, в результате которой погибли 7 человек.

## Катастрофа
Ан-70 был заложен на заводе Антонова в 1991 году, в 1994 году строительство первого прототипа (заводской номер — 0101) было завершено. 16 декабря того же года самолёт совершил свой первый полёт. Бортовой номер первому прототипу так и не успели присвоить, лишь нанести буквы UR.
10 февраля 1995 года Ан-70 выполнял четвёртый испытательный полёт. Вместе с ним летел и сопровождающий его самолёт Ан-72В (борт UR-72966) c экипажем из пяти человек:
- Командир воздушного судна (КВС) — Владимир Иванович Терский, лётчик-испытатель 1-го класса.
- Второй пилот — Евгений Александрович Галуненко.
- Бортинженер — Сергей Афанасьевич Круц.
- Бортинженер-стажёр — Юрий Викторович Солошенко.
- Кинооператор — Владислав Шпилевой.

Ан-70 пилотировал экипаж, имевший следующий состав:
- Командир воздушного судна (КВС) — Сергей Васильевич Максимов, лётчик-испытатель 1-го класса.
- Второй пилот — Владимир Георгиевич Лысенко, лётчик-испытатель 1-го класса.
- Штурман — Владимир Фёдорович Непочатых, лётчик-испытатель 1-го класса.
- Бортинженер — Павел Юрьевич Скотников, лётчик-испытатель 2-го класса.
- Бортрадист — Андрей Ильич Кострыкин, лётчик-испытатель 2-го класса. Известен тем, что был бортрадистом на рейсе Батуми—Киев, совершивший аварийную посадку под Киевом[1].
- Ведущий инженер по экспериментальным работам — Михаил Николаевич Березюк, инженер-испытатель 1-го класса.
- Ведущий инженер по экспериментальным работам — Александр Васильевич Горельцев, инженер-испытатель 1-го класса.

В 16:09 самолёты находились на высоте 3200 метров в районе сёл Великий Лес и Небрат Бородянского района, когда Ан-70 стал терять управляемость, оказался сзади справа от Ан-72 и ударился своим килем сперва о фюзеляж, а затем об обтекатель шасси и правый закрылок Ан-72. От удара у Ан-70 отломилась верхняя часть киля и левый стабилизатор. Самолёт перешёл в неконтролируемое падение и упал в лес. Все 7 человек на его борту погибли.
Получивший повреждения силового набора Ан-72 совершил посадку в аэропорту Антонов. Из-за полученных повреждений самолёт был списан, а из его кабины позже сделали авиационный тренажёр Ан-74 в Святошино.

## Расследование
Расследование причин катастрофы проводила Государственная комиссия под председательством Министра обороны Украины В. Н. Шмарова. По результатам расследования было установлено, что столкновение самолётов произошло в результате потери визуального контакта при выполнении манёвров без ведения взаимного радиообмена и несвоевременные действия экипажей по предотвращению столкновения.
По версиям заслуженных лётчиков-испытателей СССР АНТК им. О. К Антонова Владимира Ткаченко и Владимира Терского (командира экипажа Ан-72В, ставшего свидетелем катастрофы), за 25-27 секунд до столкновения на Ан-70 уже произошла технологическая авария, приведшая к потере управляемости испытуемым самолётом, в результате чего находящийся справа и плохо управляемый Ан-70 в результате разворота влево и крена понесло на Ан-72. Это могло быть результатом потери прочности верхней части киля перед третьей секцией руля направления, их обрывом и полным выбросом гидросмеси под высоким давлением из трубопроводов наружу.
Также Ткаченко и Терский указывают на уничтожение следственной комиссией магнитофонных записей, переделку и искажение цифровых записей испытательной аппаратуры и кассет аварийных самописцев Ан-70 и Ан-72, на основе которых в дальнейшем были сделаны неправильные выводы о причинах катастрофы.